# Il trenino Thomas - Grandi avventure insieme
Il trenino Thomas - Grandi avventure insieme (Thomas & Friends: All Engines Go) è una serie televisiva animata sviluppata da Rick Suvalle e prodotta da Nelvana e Mattel Television. Funge da reboot della serie Il trenino Thomas andata in onda dal 1984 al 2021. Inizialmente si credeva che fosse una continuazione della serie originale (con le due stagioni etichettate come serie 25 e 26), ma la Mattel Television ha successivamente confermato che si tratterà di una serie inedita. Introduce "un approccio completamente nuovo ai contenuti del Trenino Thomas", con un'animazione in 2D e un nuovo storyboard. Inoltre, rispetto alla serie originale, la quale è stata prodotta in Europa, il reboot è stato prodotto in Nord America.
È stata presentata in anteprima mondiale il 23 agosto 2021 in Messico su Canal 5 e negli Stati Uniti su Cartoon Network, nel blocco di Cartoonito il 13 settembre 2021 e in Canada su Treehouse il 18 settembre 2021. In Italia viene trasmesso su Boomerang dal 10 gennaio 2022 e su Cartoonito dal 7 febbraio dello stesso anno.

## Personaggi e doppiatori
| Personaggio | Doppiatore italiano                                    |
| ----------- | ------------------------------------------------------ |
| Thomas      | Jessica Bologna                                        |
| Nia         | Lavinia Paladino                                       |
| Sandy       | Cristina Caparrelli (st.1-2), Laura Croccolino (st.3+) |
| Percy       | Deborah Ciccorelli (st.1-2), Silvia Barone (st.3+)     |
| Diesel      | Danny Francucci (st.1-3), Alberto Franco (st.4)        |
| Carly       | Gianna Gesualdo                                        |
| Kana        | Giovanna Nicodemo                                      |
| Gordon      | Luca Violini                                           |
| Bruno       | Filippo Manfredi                                       |

## Episodi
| Stagione         | Episodi | Prima TV originale | Prima TV Italia |
| ---------------- | ------- | ------------------ | --------------- |
| Prima stagione   | 52      | 2021-2022          | 2022            |
| Seconda stagione | 52      | 2022-2023          | 2023            |
| Terza stagione   | 26      | 2024               | 2024            |
| Quarta stagione  | 26      | 2025               | 2025            |

## Altri media

### Film
- Il trenino Thomas - Pronti per la Sodor Cup (2021)
- Il trenino Thomas - Il mistero della Montagna Belvedere (2022)
- Il trenino Thomas - Missione Letterina di Natale (2024)[10]

### Mediometraggi
- Il trenino Thomas - Missione tra le bolle (2023)

## Produzione
Nell'ottobre 2020, Mattel Television ha stretto una partnership Nelvana e ha dato il via libera a due nuove stagioni per la serie originale del trenino Thomas, composte complessivamente da 104 episodi da 11 minuti e speciali da due ore. Si pensava di produrre tali episodi utilizzando l'animazione 2D e includendo ancora più canzoni e parti musicali rispetto a prima. Nel gennaio 2021, è stato annunciato che i nuovi episodi sarebbero stati rilasciati come una serie televisiva distaccata dalla precedente e che si sarebbe chiamata Thomas & Friends: All Engines Go. Il produttore esecutivo Christopher Keenan ha affermato che era "creato per fare appello alla sensibilità del pubblico contemporaneo pur mantenendo l'etica del marchio principale di Thomas".